# Distributed File System
 (décembre 2013).
Si vous disposez d'ouvrages ou d'articles de référence ou si vous connaissez des sites web de qualité traitant du thème abordé ici, merci de compléter l'article en donnant les références utiles à sa vérifiabilité et en les liant à la section « Notes et références ».
Pour les articles homonymes, voir DFS et Système de fichiers distribué.
La technologie Distributed File System (DFS) de Microsoft, en français «Système de fichiers distribué » est un ensemble de services client et serveur permettant :
- de fournir une arborescence logique aux données partagées depuis des emplacements différents,
- de rassembler différents partages de fichiers à un endroit unique de façon transparente,
- d’assurer la redondance et la disponibilité des données grâce à la réplication.

Avec cette technologie, il est possible de monter un seul même lecteur sur le poste de tous les utilisateurs, les partages existants se présenteront sous forme de dossiers et fonctionneront comme des raccourcis. L’affichage ou non des dossiers se configure ensuite en fonction de l’appartenance aux groupes Active Directory.

## Espaces de noms
La première chose à réaliser est la création de la racine de l’espace de noms (également appelé racine DFS).
C’est dans cette racine que seront placés les dossiers DFS avec cibles de dossier pointant vers des partages distants ainsi que les Dossiers DFS sans cibles de dossier.
Il existe deux types d’espace de noms : Les espaces de noms autonomes et les espaces de noms de domaine. Les espaces de noms de domaine permettent la redondance de l’accès au DFS grâce à la possibilité de définir plusieurs serveurs pour un même espace de noms DFS. 
Ce mode requiert d’être membre :
- d’un domaine Active Directory de niveau fonctionnel 2008 minimum pour le mode server 2008,
- d’un domaine Active Directory d’un niveau fonctionnel 2000 mixte pour le mode 2000 server.

Voici les différences :
- Le mode server 2008 permet l’énumération basée sur l’accès mais demande que les serveurs DFS soient tous au minimum en version 2008.
- Le mode server 2000 ne permet pas l’énumération basée sur l’accès, la taille de l’espace de noms est limité à environ 5000 dossiers avec cibles.

Les espaces de noms autonomes (standalone) ne permettent pas d’utiliser plusieurs serveurs d’espaces de nom. Il faut passer par un cluster de basculement pour assurer une tolérance de pannes. Ils ne demandent pas de faire partie d’un domaine.

## Dossiers DFS
Il existe 2 types de dossiers DFS :
- Les Dossiers DFS  sans cibles de dossiers servent uniquement à la structure et à la hiérarchie de l’espace de noms DFS. Ils ne peuvent pas contenir de fichiers ni de dossiers classiques.
- Les Dossiers DFS avec cibles de dossiers servent à pointer vers des partages existant, l’utilisateur est redirigé de façon transparente.

C’est en combinant ces deux types de dossiers qu’il est possible d’accéder à un endroit unique à des données placées à plusieurs endroits différents et cela de façon transparente.

## Choix du serveur
Il existe plusieurs façons de choisir quel est le serveur qui sera choisi lors de la connexion par le client. Le choix est défini par ce paramètre. Voici les options :
- Moindre coût : Requiert que les coûts entre les sites Active Directory soient définis. Lorsque c’est le cas, la cible choisie lorsqu’il y a plusieurs sites est le moins coûteux
- Ordre aléatoire : La cible est celle du site où est l’utilisateur. Si ce n’est pas le cas celui-ci est choisi de façon aléatoire.
- Exclure les cibles en dehors du site du client : Si aucune cible ne fait partie du même site que le client, il ne peut pas accéder à l’espace de  noms.

## Énumération basée sur l'accès
L’énumération basée sur l’accès est un paramètre qui permet de définir si un dossier avec cible de dossiers est affiché ou non en fonction des groupes de sécurité définis. 
C’est cela qui permet par exemple de choisir ce que l’utilisateur voit lorsqu’il accède à un espace de noms DFS. Cela est comparable à des dossiers caché qui s’afficheraient en fonction de l’appartenance aux groupes de sécurité Active Directory.

## Compression
À partir de Windows 2008, DFS utilise un algorithme de compression tenant compte uniquement des blocs modifiés, ce qui permet d'optimiser les flux de données en ne transférant pas les blocs inchangés.